# Jürgen Quaet-Faslem
Jürgen Quaet-Faslem (* 25. Mai 1913 in Göttingen; † 10. April 1971 in Hannover-Waldhausen) war ein deutscher Marineoffizier und U-Boot-Kommandant im Zweiten Weltkrieg. Er durchbrach mit U 595 die Straße von Gibraltar, konnte aber im Mittelmeer keine Schiffe versenken. Vor der Zerstörung des U-Bootes am 14. November 1942 gelang es ihm mit allen seinen Männern lebend herauskommen, mit ihnen ging er in Kriegsgefangenschaft. In der US-amerikanischen Öffentlichkeit erlangte er Aufmerksamkeit durch zwei Ausbrüche aus dem Gefangenenlager Camp Papago Park gemeinsam mit anderen Offizieren, wobei er nach seinem ersten Ausbruch am 12. Februar 1944 über die Grenze nach Mexiko entkam, das ihn jedoch als kriegführende Macht der Alliierten wieder an die USA auslieferte.

## Leben
Quaet-Faslem trat am 8. April 1934 als Seeoffiziersanwärter in die Reichsmarine ein und wurde der 4. Kompanie der II. Schiffstammabteilung der Ostsee in Stralsund zur infanteristischen Grundausbildung zugeteilt. Am 14. Juni 1934 wurde er auf das Segelschulschiff Gorch Fock versetzt und begann dort seine praktische Bordausbildung, die er nach seiner Ernennung zum Seekadetten am 26. September 1934 auf dem leichten Kreuzer Emden fortsetzte. In diesem Zeitraum erfolgte am 1. Juni 1935 die Umbenennung der Reichsmarine in Kriegsmarine. Am 1. Juli 1935 wurde Quaet-Faslem zum Fähnrich zur See ernannt, und er besuchte ab dann bis zum 31. März 1936 den Hauptlehrgang für Fähnriche an der Marineschule in Flensburg-Mürwik, wo er auch Friedrich Guggenberger kennen lernte, sowie weitere Lehrgänge bis September 1936. Im Oktober 1936 wurde er zur Luftwaffe abkommandiert, wo er in der Bordfliegerstaffel auf dem Schlachtschiff Scharnhorst und als Staffelkapitän in der 3. Fliegerergänzungsgruppe See im Fliegerhorst Kamp (heute Wüstung nahe der Neubausiedlung Rogowo) in Pommern diente. Am 1. April 1937 wurde er zum Leutnant zur See, am 1. April 1939 zum Oberleutnant zur See befördert.
1940 heiratete Quaet-Faslem die aus Gotha stammende Ruth-Lilly Duncklenberg (1916–1989), die ihm während des Krieges zwei Kinder gebar: Hasko Quaet-Faslem (1942–2012, später Kaufmann) und Wiebke Quaet-Faslem (später Lehrerin). Dies gelang, obwohl er sich später darüber beklagte, dass er im gesamten ersten Jahr seiner Ehe seine Frau nur ganze zwei Wochen gesehen habe. Die Familie Quaet-Faslem besaß ein Rittergut bei Weimar.
Im Januar 1941 wechselte er zur U-Boot-Waffe, wo er bis Juni 1941 ausgebildet wurde. Von Juni bis August 1941 war er Wachoffizier im U-Boot U 98, besuchte im September und Oktober 1941 bei der 24. U-Flottille in Memel einen Kommandanten-Lehrgang und erhielt die Baubelehrung für U 595 bei der 8. Kriegsschiffbaulehrabteilung in Hamburg. Am 6. November 1941 wurde er schließlich zum Kommandanten von U 595 ernannt, dessen einziger Kommandant er sein und das auch das einzige von ihm kommandierte U-Boot bleiben würde. Es wurde nun unter seinem Kommando erprobt und diente bis zum 31. Mai 1942 bei der in Danzig ansässigen 8. U-Flottille als Ausbildungsboot, wobei es in Gotenhafen zweimal im Eis der Ostsee festsaß. Am 1. März 1942 wurde Quaet-Faslem zum Kapitänleutnant ernannt. Während der Schießausbildung bei der 25. U-Flottille ging am 1. Juni 1942 vor der Halbinsel Hela bei Danzig der Matrosengefreite Günther Hoppe über Bord und ertrank. Am 23. Juli 1942 verließ Quaet-Faslem mit seinem nun der 9. U-Flottille zugeteilten U 595 den Kieler Hafen und brach mit ihm am 25. Juli 1942 von Kristiansand zu seiner ersten Feindfahrt im Atlantik auf, um am 17. August 1942 in den Hafen von Brest (Finistère) einzulaufen. Auf dieser wie auch auf den beiden anderen Feindfahrten konnte das von Quaet-Faslem kommandierte U-Boot keine feindlichen Schiffe versenken oder beschädigen.
Bei seiner dritten Feindfahrt gelang es Quaet-Faslem Anfang November 1942, die von den Briten schwer bewachte Straße von Gibraltar zu überwinden und ins Mittelmeer vorzustoßen, doch auch im Mittelmeer konnte U 595 keine feindlichen Schiffe versenken oder beschädigen.
Am 14. November 1942 wurde U 595 im Mittelmeer nordöstlich von Oran nahe der algerischen Küste von sieben Lockheed Hudson angegriffen und so schwer beschädigt, dass es nicht tauchen konnte. Quaet-Faslem ließ nun die Enigma und geheime Dokumente versenken. Es gelang ihm trotz anhaltender Angriffe der Flugzeuge, das U-Boot bei Ténès nahe Kap Khamis auf Strand setzen zu lassen, 44 von 45 Mann der Besatzung sicher an Land zu bringen und das gestrandete Boot zu sprengen. Einer seiner Männer jedoch schwamm im Wasser und erreichte das Ufer nicht, sondern wurde vom britischen Zerstörer HMS Wivern (D66) als Gefangener an Bord genommen und nach England gebracht.
An Land angekommen, wurden Quaet-Faslem und seine Männer von einem Flugzeug unter Maschinengewehrfeuer genommen, doch sie entkamen dem Angriff ohne Verluste. Als sie auf eine französische Einheit trafen, überließen sie dieser ihre Waffen, denn sie hielten sie für Vichy-Franzosen und damit für Verbündete. Sie kamen in einer Kaserne der Franzosen in Picard unter, wo sie sich schlafen legten, während Franzosen Wache hielten. Um Mitternacht wurden die U-Boot-Fahrer jedoch von Soldaten einer Panzereinheit der United States Army geweckt und gefangen genommen. Der Lieutenant Colonel der Panzereinheit fuhr mit Quaet-Faslem zu der Stelle, wo das U-Boot gestrandet war. Etwa 60 cm des Turmes der U 595 ragten noch aus dem Wasser. Alle Gefangenen wurden danach nach Oran gebracht. Hier stachen sie am 16. November 1942 an Bord eines US-amerikanischen Schiffes in See und erreichten die Vereinigten Staaten am 30. November 1942.
Am 1. Dezember 1942 wurde Quaet-Faslem in das Verhörzentrum Fort Hunt (Virginia) gebracht. Nach den Verhören wurde er von den vernehmenden Offizieren als ein „weniger angenehmer“ unter den verhörten U-Boot-Kommandanten beschrieben, voller Bitterkeit, verschwiegen und kaum höflich, gar mit „Hass in den Augen“, so dass alle Versuche der US-Amerikaner, mit ihm ins Gespräch zu kommen (und so an brauchbare Informationen zu gelangen), vergebens gewesen seien. Sie hatten den Eindruck, er mache sich Selbstvorwürfe wegen des Verlustes seines U-Bootes (von dem allerdings alle Besatzungsmitglieder überlebten) und sei deshalb auch mehr oder weniger versteckten Vorwürfen seiner Männer ausgesetzt.
Nach Abschluss der Verhöre wurde Quaet-Faslem am 21. Dezember 1942 nach Crossville (Tennessee) überstellt, wo er das gesamte Jahr 1943 gefangen gehalten wurde. Am 27. Januar 1944 wurde er in das neu eröffnete Lager für U-Boot-Gefangene, Camp Papago Park bei Phoenix in Arizona, gebracht.
Quaet-Faslem nahm an zwei größeren Ausbruchsversuchen von Marineoffizieren aus dem Gefangenenlager Camp Papago Park teil.
Am 12. Februar 1944 gelang es Jürgen Quaet-Faslem, gemeinsam mit vier weiteren U-Boot-Kommandanten – August Maus, Friedrich Guggenberger, Hermann Kottmann und Hans Johannsen –, versteckt in einem von Gefangenen zur Arbeitsstelle gefahrenen Lastwagen durch das Haupttor des Lagers zu entkommen. Während August Maus und Friedrich Guggenberger bereits in Tucson bei einer Polizeikontrolle wieder eingefangen wurden, entkam Quaet-Faslem mit Kottmann und Johannsen zunächst über die Staatsgrenze 48 km weit nach Mexiko hinein. In der falschen Annahme, Mexiko sei noch ein neutrales Land – tatsächlich hatte Mexiko bereits am 22. Mai 1942 nach der Versenkung zweier mexikanischer Tanker durch deutsche U-Boote den Achsenmächten den Krieg erklärt – und sie könnten nun nach Deutschland zurückkehren, wurden die drei von der mexikanischen Bundespolizei (Federales) festgenommen und an die US Army ausgeliefert, so dass sie am 1. März wieder in Camp Papago Park eingeliefert wurden.
In der Nacht vom 23. zum 24. Dezember 1944 gehörte Quaet-Faslem zu den 25 deutschen Kriegsgefangenen, die durch einen getarnten Tunnel ins Freie gelangten, wobei dies mehrere Stunden am nächsten Tag nicht bemerkt wurde. Zusammen mit seinem Gefährten aus der Zeit in Mürwik, Friedrich Guggenberger, zu Fuß unterwegs genoss er zwei Wochen in Freiheit. Am 6. Januar 1945 wurden die beiden, nur knapp 17 km von der mexikanischen Grenze entfernt, ergriffen und nach Camp Papago Park zurückgebracht.
Im Februar 1946 wurde Quaet-Faslem nach Camp Shanks (New York State) und bald darauf in ein Lager in der Britischen Besatzungszone in Deutschland verlegt, bevor er freigelassen wurde.
Das Rittergut der Familie Quaet-Faslem bei Weimar befand sich in der Sowjetischen Besatzungszone und wurde nach dem Krieg enteignet. Jürgen Quaet-Faslem zog mit seiner Frau und den beiden Kindern in ein kleines Haus in Hannover-Döhren, wo bald darauf ihr drittes Kind, der Sohn Jan-Peter Quaet-Faslem (1948–1999, später Händler) zur Welt kam. Jürgen Quaet Faslem starb 1971 in Hannover-Waldhausen im Alter von 57 Jahren. Seine Witwe Ruth überlebte ihn um 18 Jahre.

## Auszeichnungen
- Eisernes Kreuz (1939) II. Klasse[3]